# Чубатий монарх
Чубатий монарх (Trochocercus) — рід горобцеподібних птахів родини монархових (Monarchidae). Представники цього роду мешкають в Африці на південь від Сахари.

## Види
Виділяють два види:
- Монарх східний (Trochocercus cyanomelas)
- Монарх західний (Trochocercus nitens)

## Етимологія
Наукова назва роду Trochocercus походить від сполучення слів дав.-гр. τροχος — круглий і κερκος — хвіст.